# Апис
А́пис (егип. Ḥp) — священный бык в древнеегипетской мифологии, имевший собственный храм в Мемфисе. Апис считался посвящённым Птаху или Осирису или же выступал в качестве отдельного божества, почитаемого в районе Мемфиса.

## Ка Птаха
Первоначально Апис почитался в качестве воплощения и Ка Птаха, бога Мемфиса. По этой причине он считался также символом фараона. Так как словом Ка в Древнем Египте также передавалось слово «бык», Апис должен был существовать в теле реально существующего быка, а после его смерти переселяться в тело нового быка.

## Ка Осириса
Согласно Манефону, культ Аписа был установлен уже при II династии царём Кайехом одновременно с культом быка Мневиса в Гелиополе. Вторая династия, как и первая, имела резиденцию в Мемфисе, но родом была из верхнеегипетского Тиниса близ Абидоса, где главным был культ Осириса, которому и посвящён Апис.
Апис первоначально был только живым символом Осириса, который сам называется образно «быком преисподней». Отсюда следует то утверждение Плутарха, что Апис являлся одухотворённым изображением Осириса. В то же время для народа он был, по словам Страбона, самим богом, идентичным Осирису. Хотя и Апис, и Мневис в Гелиополе посвящены Осирису, но первый из них считался быком луны, второй — быком солнца, и первого иногда считали сыном второго. Точно так же, как и Осирис, Апис пребывал в самом близком соотношении с Нилом. Кроме того, из многочисленных примет, которыми должен обладать Апис (Элиан насчитывает их 29), одна должна была означать прибывание воды в Ниле.

## Избрание нового Аписа

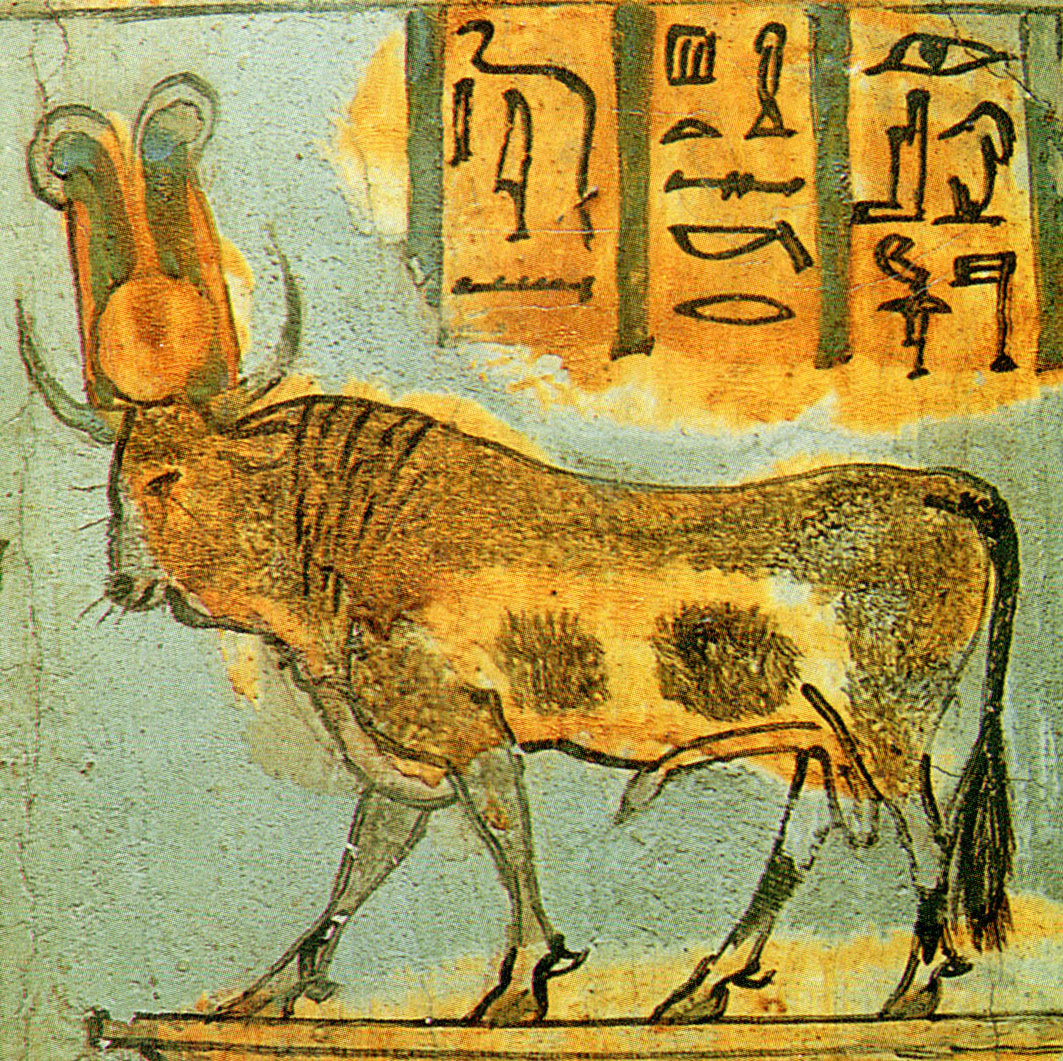
Апис на саркофаге XXI династии

Когда умирал предыдущий бык, символизировавший Аписа, жрецы отправлялись на поиски нового. Апис должен был быть чёрным со светлыми отметинами: на лбу — в виде треугольника, на спине — в виде летящего скарабея (жука-навозника) или коршуна. По нахождении нового Аписа его отводили в Никополь, где откармливали в течение 40 дней.
Ежегодное празднество Аписа относилось к ежегодному обновлению воды в Ниле. Апису не полагалось жить более 25 лет, и по прошествии этого времени его с известного места низвергали в Нил (его топили в колодце).
По Плутарху, Апис был произведён на свет лучом месяца; между его приметами есть изображение нового месяца, новолуния, да и само число 29 указывает на число дней месяца; при восходе луны жрецы направлялись к Апису. Умершие быки в греческих папирусах называются Озормневис и Озорапис, а 25 лет жизни Аписа указывают на лунный период в египетском солнечном календаре, период, в котором через каждые 25 лет известные фазы Луны падали на одни и те же дни.

## В античной традиции
Апис упоминается рядом античных авторов, подробнее всего — у Плутарха. Павсаний упоминает, что это священный бык у египтян.
В эллинистическую эру в Египте возник культ Сераписа — антропоморфного божества, который объединял в себе черты египетского Аписа с традиционной для греческих богов внешностью человека.

## Мумии священных быков
Близ Мемфиса, египтолог Огюст Мариет обнаружил Серапеум — некрополь быков Апис, представляющий собой огромную подземную крипту, в которой хранились мумии девяти священных быков.